# Four Frightened People
Four Frightened People is een Amerikaanse avonturenfilm uit 1934 onder regie van Cecil B. DeMille.

## Verhaal
Vier passagiers ontsnappen van een schip waarop de builenpest is uitgebroken. Ze spoelen aan voor de kust van Malakka. Vervolgens moeten ze door het oerwoud trekken, waar wilde dieren en inheemsen op hen wachten.

## Rolverdeling
| Acteur            | Personage                 |
| ----------------- | ------------------------- |
| Claudette Colbert | Judy Jones                |
| Herbert Marshall  | Arnold Ainger             |
| Mary Boland       | Mevrouw Mardick           |
| William Gargan    | Stewart Corder            |
| Leo Carrillo      | Montague                  |
| Nella Walker      | Mevrouw Ainger            |
| Tetsu Komai       | Opperhoofd                |
| Chris-Pin Martin  | Veerman                   |
| Joe De La Cruz    | Inheemse                  |
| Minoru Nishida    | Inheemse                  |
| Teru Shimada      | Inheemse                  |
| E.R. Jinedas      | Inheemse                  |
| Delmar Costello   | Sakais                    |
| Ethel Griffies    | Moeder van mevrouw Ainger |